# A Szolnoki TE női labdarúgóinak listája
Ez a lista a Szolnoki TE igazolt felnőtt női labdarúgóit tartalmazza, névsorrendben 1988 és 1995 között.
 megjegyzés A lista nem teljes!

## A, Á
- Ábel Bernadett
- Ács Tímea

## B
- Bauer Istvánné
- Bartók Tünde

## C, Cs
- Csernai Annamária

## D
- Debreczeni Mónika
- Dutkon Mónika

## H
- Mary Hornoff
- Hujber Erika

## K
- Kocsis Ilona
- Korga Szilvia
- Kovács Piroska

## L

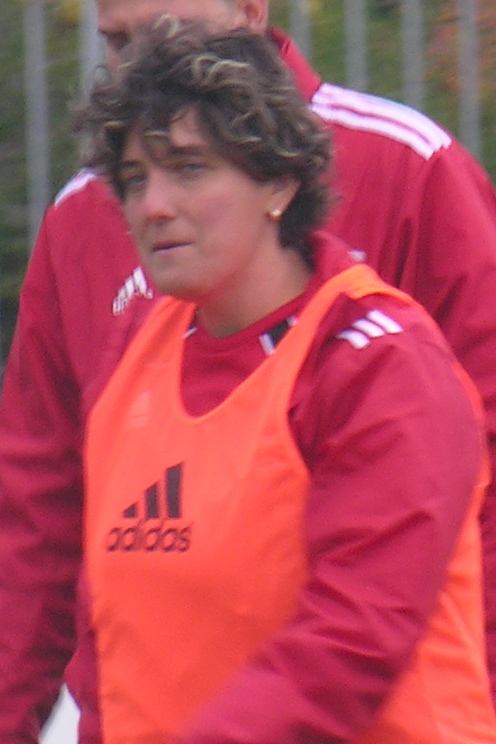
Lévay Andrea 2012-ben

- Lajkó Zsuzsanna
- Lévay Andrea
- Lukács Ágnes

## M
- Májer Éva
- Márki Andrea
- Mező Mária
- Molnár Mariann
- Mustár Orsolya

## N
- Nagy Gabriella
- Nagy Tímea
- Nagy Zsuzsanna

## P

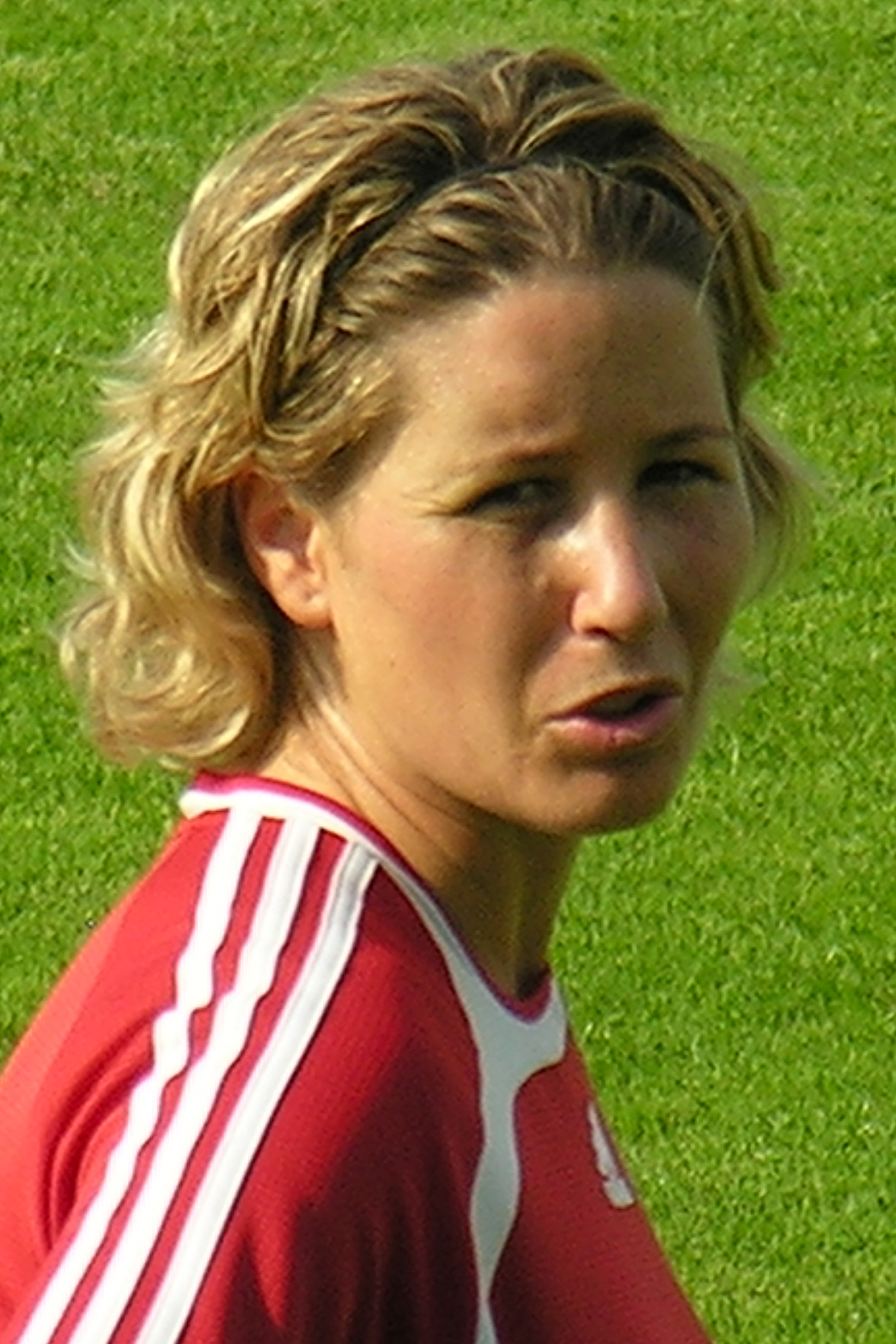
Pádár Anita 2011-ben

- Papp Katalin
- Pádár Anita
- Pálszabó Beáta
- Polónyi Ágnes
- Pulger Edit

## R
- Retter Edit

## S, Sz
- Soltész Éva
- Soltész Mária
- Szajkó Ágnes
- Szántósiné Irma (kapus)
- Szentesi Ibolya
- Szikszainé Fekete Mária
- Sziráki Mónika
- Szirom Katalin
- Szmatana Erika

## T
- Tacsi Edit
- Tóth Adrienn (kapus)
- Török Beáta

## U
- Udovcova Nelly

## V
- Vincze Tünde (kapus)